# Geir Inge Berg
Geir Inge Berg (* 23. März 1979) ist ein ehemaliger norwegischer Bahn- und Straßenradrennfahrer.
Geir Inge Berg gewann 2006 eine Etappe beim Norsk Sykle Festival. Im Jahr darauf gewann er die dritte Etappe beim Trøndelag Grand Prix, bei dem er auch Gesamtdritter wurde. Beim Ullensaker/Hero Grand Prix entschied er die Gesamtwertung für sich. In der Saison 2008 gewann er beim Grenland Grand Prix, bei den Østfold 3-dagers, bei den Tønsberg 4-dagers und beim Oslo Sykkelfestival je eine Etappe und die Gesamtwertung. Außerdem gewann er die Gesamtwertungen beim Eidsvollrittet und beim Kalas Cup/Norgescup. 2008 wurde er norwegischer Meister im Teamzeitfahren und auf der Bahn in der Einerverfolgung. 2009 fuhr Berg für das norwegische Continental Team Sparebanken Vest.

## Erfolge – Straße
2008
- Norwegischer Meister – Teamzeitfahren (mit Tor Inge Espeland und Kristian Fløysvik)

## Erfolge – Bahn
2008
- Norwegischer Meister – Einerverfolgung

## Teams
- 2009 Sparebanken Vest